# دسته‌بندی تراجنسی‌ها
تا کنون محققان و مراکز پزشکی گوناگونی درباره طبقه بندی تراجنسیها تلاش کرده‌اند.این دسته‌بندی‌ها معمولاً تراجنسی را به عنوان آشفتگی هویت جنسیتی معرفی میکنند

## دسته بندی های پیشنهادی افراد

### مقیاسهری بنجامین
مقیاس هری بنجامین، مقیاسی قدیمی و رد شده است که به دسته بندی ترنس وستیت‌ها و ترنسکشوال‌هایی می‌پردازد که اندام فیزیکی منتسب به مردانه دارند و شامل ۷ حالت است که ۳ حالت برای ترنس وستیت‌ها، ۳حالت برای ترنسکشوالها و ۱ حالت برای مرد سیسجندر است. در مقیاس دکتر هری بنجامین از مقیاس گرایش جسمی کینزی استفاده می‌شود.
مقیاس هری بنجامین به صورت ساده و روان به دسته بندی ترنسکشوال‌ها و ترنس وستیت‌ها می‌پردازد و مشخص می‌کند کدام دسته به هورمون نیاز دارد، کدام به جراحی و...
هری بنجامین در ادامه مقیاسش می‌گوید: قطعاً این ۶ گروه کاملاً مشخص نیست و ممکن است بعضی حالات در بعضی افراد نباشد یا بعضی صفات را از گروه دیگر قرض بگیرد.

### Ray Blanchard
Ray Blanchard در سال ۱۹۸۰ بخش اموزشی را هدایت می‌کرد که به تفاوت‌های ترنسکشوالهای مرد به زن می‌پرداخت که به ۲ گروه مختلف رسیدند.
گروه اول کسانی هستند که منحصراً به مرد گرایش دارند و blanchard این افراد را ترنسکشوال‌های همجنس گرا (homosexual transsexual) خطاب کرد و گروه دوم افرادی هستند که به زنان، هم به زنان و هم به مردان گرایش دارند و کسانی که نه به زن و نه به مرد گرایش ندارند. blanchard گروه دوم را ترنسکشوال‌های غیر همجنس گرا (non-homosexual transsexual) خطاب کرد. این نام گذاری، کاملاً مخالف با فلسفه تراجنسی هاست و هیچ تراجنسی ای این دسته بندی را قبول ندارد، چرا که جنسیت واقعی تراجنسی ها را زیر سوال میبرد.
لازم به ذکر است blanchard این دسته بندی را بر اساس جنسیت منتسب شده زمان تولد فرد انجام داد و به همین دلیل توهین آمیز به حساب می آید.

### peter bentler
پیتر بنتلر ترنسکشوال‌ها را به دسته‌های ترنسکشوال‌های همجنس خواه (homosexual transsexual)، ترنسکشوال‌های بدون میل جنسی (asexual transsexual) و ترنسکشوال‌های دگر جنس خواه (heterosexual transsexual) تقسیم کرد. بنتلر این تقسیم بندی را براساس جتسیت منتسب شدا زمان تولد انجام داد. این دسته بندی نیز منسوخ و توهین آمیز است. چرا که افراد تراجنسیتی خود را با جنسیت واقعی خود میشناسند، به طور مثال یک زن ترنس (مرد به زن)، خود را زن میداند و در صورتی که به مردها گرایش داشته باشد، دگرجنسگرا به حساب می آید.

## راهنمای تشخیصی و آماری اختلال‌های روانی(DSM)
DSM یک منبع استاندارد برای طبقه‌بندی اختلالات روانی است که توسط انجمن روان‌پزشکی آمریکا تهیه شده‌است. این راهنما برپایه مجموعه‌ نظر پزشکان و پژوهشگران است که در همکاری با ای‌سی‌دی و سازمان بهداشت جهانی تهیه شده‌است.

### ۱۹۸۰: DSM-3 و DSM-3-R
ترنسکشوالیتی (تراجنسی) برای اولین بار در سال ۱۹۸۰ با عنوان "اختلال هویت جنسی" (Gender Identity Disorder) به اختصار "GID" به DSM-3 اضافه شده بود.

### ۲۰۰۰: DSM-4 و DSM-4-TR
در این نسخه راهنمای تشخیصی و آماری اختلالات روانی، ترنسکشوالیتی به عنوان اختلال هویت جنسی (GID) در زیر شاخه اختلالات جنسی قرار داشت که شامل "اختلال هویت جنسی در کودکان"، "اختلال هویت جنسی در نوجوانان و بزرگسالان" و "اختلالات هویت جنسی نامشخص" بود.

### ۲۰۱۳:DSM-5
در جدیدترین نسخه DSM، تراجنسی از شاخه اختلال هویت جنسی خارج و به دسته آشفتگی جنسیتی منتقل شده است و دیگر به عنوان اختلال یا بیماری به حساب نمی‌آید.